# NGC 2709
NGC 2709 é uma galáxia lenticular (S0) localizada na direcção da constelação de Hydra. Possui uma declinação de -03° 14' 33" e uma ascensão recta de 8 horas, 56 minutos e 12,8 segundos.
A galáxia NGC 2709 foi descoberta em 27 de Janeiro de 1852 por William Parsons.